# Ma Hong
Ma Hong (poenostavljena kitajščina: 马洪; tradicionalna kitajščina: 馬洪; pinjin: Mǎ Hóng), kitajski ekonomist in akademik, * 18. maj 1920, Dingšjang, Šanši, Kitajska, † 28. oktober 2007.
Bil je predsednik Kitajske akademije družbenih znanosti (1982-85).